# 金羽鹦哥
金羽鹦哥（学名：Leptosittaca branickii），是鹦形目鹦鹉科的一种鸟类，属于单型的金羽鹦哥属（学名：Leptosittaca）。
金羽鹦哥体重约155.7克，翼长约18.16厘米，喙宽度约14.3毫米，喙厚度约25.9毫米，嘴峰长约27毫米，跗蹠长约19.4毫米，尾长约19.15厘米。
金羽鹦哥是留鸟，栖息在森林，它们是植食性动物，主要以植物的种子或坚果为食。它们分布在哥伦比亚南部至厄瓜多尔和秘鲁中部地区。